# August Guyer

August Guyer (ca. 1931)

August Guyer (* 29. Juli 1897 in Uster; † 26. April 1980 in Zürich) war ein Schweizer Chemiker. Er war Professor für Technische Chemie an der ETH Zürich.
Guyer wurde 1922 an der ETH Zürich in Chemie promoviert («Weitere Beiträge zur Kenntnis des Taxins») und war ab 1923 im Verein für chemische und metallurgische Produktion in Aussig. 1927 bis 1931 leitete er den Bau der Tschechoslowakischen Stickstoffwerke in Mährisch-Ostrau. Ab 1931 war er ordentlicher Professor für Anorganisch-Chemische Technologie an der ETH Zürich. Er war dort zeitweise Leiter des Instituts für Anorganische Chemie.

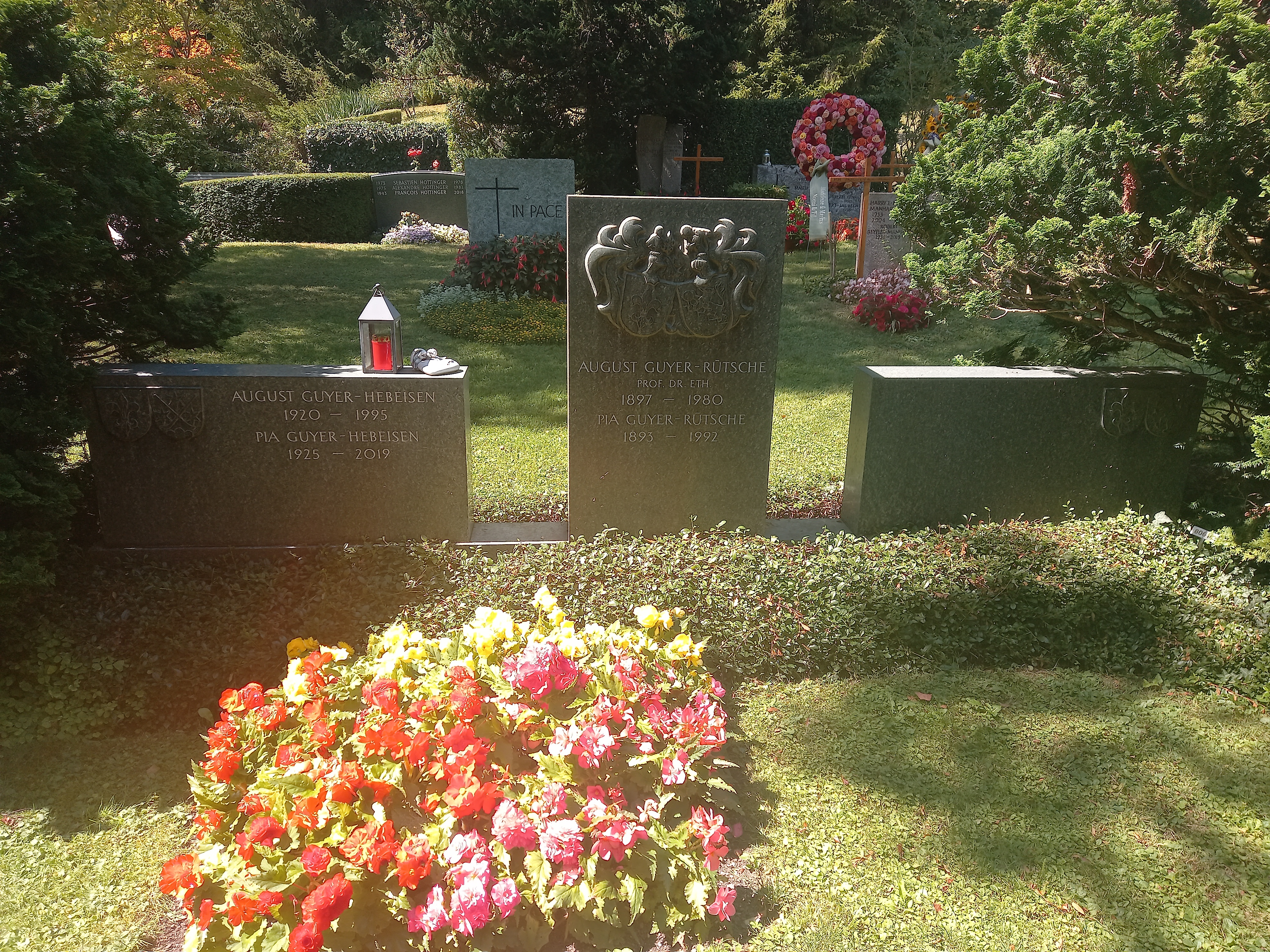
Das Grab von August Guyer und seiner Ehefrau Pia Rütsche im Familiengrab auf dem Friedhof Fluntern in Zürich

Er erhielt 1976 die DECHEMA-Medaille.
Es gibt einen weiteren August Guyer, der 1946 (bei Guyer) an der ETH Zürich in Chemie promoviert wurde.

## Werke
- Weitere Beiträge zur Kenntnis des Taxins. Promotionsarbeit. Zürich 1922 (Volltext)